# Шалимов, Александр Георгиевич
Александр Георгиевич Шалимов (13 июня 1938 — 12 октября 2013) — советский и российский учёный-электрометаллург, доктор технических наук, лауреат Государственной премии СССР. Брат Анатолия Георгиевича Шалимова. 

## Биография
После окончания Московского института стали (1960) работал в ЦНИИчермете им. И. П. Бардина: научный сотрудник, зав. лабораторией вакуумной металлургии (1980—1989), директор Института новой металлургической технологии (1989—1997).
Руководил работами в области создания и внедрения в производство технологии получения сталей и сплавов для авиакосмической и судостроительной техники, атомной энергетики, химической и оборонной промышленности, приборостроения и других отраслей.
Доктор технических наук, профессор, действительный член Российской инженерной академии. Лауреат Государственной премии СССР и премии им. академика И. П. Бардина.
Награждён орденом «Знак Почёта» и медалями.